# Потехин, Яков Филиппович
Яков Филиппович Потехин (20 октября 1908 года, с. Берёзовка, Енисейская губерния, Российская империя — скончался после 1985 года, Ленинград) — советский военачальник, полковник (1943).

## Биография
Родился 20 октября 1908 года в селе Берёзовка, ныне с. Березовское Курагинского района Красноярского края. Русский. В 1927 году окончил Красноярскую советскую партийную школу.

### Военная служба

#### Межвоенные годы
В октябре 1927 года Потехин добровольно поступил в Московскую пехотную школу им. тов. Ашенбреннера и Уншлихта. По её окончании в 1930 году направлен в 50-й стрелковый полк 20-й стрелковой дивизии ЛВО в городе Луга, где проходил службу командиром взвода полковой школы, помощником начальника боепитания, помощником командира батальона. Член ВКП(б) с 1932 года. С октября 1934 года командовал 2-м батальоном Отдельного Мурманского стрелкового полка, с апреля 1936 года — стрелковым батальоном 31-го стрелкового полка 11-й Ленинградской стрелковой дивизии. С марта 1938 года занимал должность начальника боевого отдела редакции окружной газеты «На страже Родины». В период Советско-финляндской войны 1939—1940 гг. возглавлял отдел боевого опыта и боевой информации во фронтовой газете «На страже Родины», проявил себя как хороший журналист и подготовленный в военном отношении сотрудник.

#### Великая Отечественная война
С началом войны батальонный комиссар Потехин продолжал работать в той же фронтовой газете на Северном, затем Ленинградском фронтах. В апреле 1942 года был направлен заместителем командира 98-го стрелкового полка 10-й стрелковой дивизии, формировавшейся в Токсово. С мая занимался подготовкой младшего комсостава для частей дивизии. В июле назначен командиром 62-го стрелкового полка этой же дивизии, который в составе 23-й армии Ленинградского фронта вел оборонительные бои на Карельском перешейке в районе озера Лембомовское.
В октябре 1942 года переведен командиром 34-й отдельной лыжной бригады. В начале декабря бригада вошла в состав 67-й армии и в январе приняла участие в боях по прорыву блокады Ленинграда, в феврале в составе 55-й армии она успешно действовала в Красноборской операции. 17 марта 1943 года был назначен заместителем командира 268-й стрелковой дивизии, входившей в состав 55-й армии. 2 апреля она была выведена на пополнение. В середине июля дивизия передислоцирована в район Синявино и с 4 августа приняла участие в Мгинской наступательной операции. Однако наступление успеха не принесло, и её части вынуждены были перейти к обороне на левом берегу Невы. С 21 января 1944 года дивизия принимала участие в Ленинградско-Новгородской наступательной операции и освобождении города Мга. В ознаменование одержанной победы ей было присвоено почетное наименование «Мгинская». С 28 января по 15 февраля 1944 года дивизия находилась в резерве Ленинградского фронта, затем вновь вошла в 67-ю армию и вела тяжелые бои в районе Струги Красные. Всего до 1 марта её части прошли с боями около 150 км, после чего перешли к обороне в районе Савино. Указом ПВС СССР от 24 марта 1944 года дивизия была награждена орденом Красного Знамени. В середине апреля полковник Потехин был переведен на должность заместителя командира 124-й стрелковой Мгинской Краснознаменной дивизии. С июля по сентябрь 1944 года она входила в 59-ю армию, занимала оборону и проводила десантные операции по овладению островами Выборгского залива, затем с 30 сентября была выведена в резерв Ставки ВГК. После передислокации с 7 ноября вошла в состав 21-й армии 3-го Белорусского фронта и до конца месяца занимала оборону юго-восточнее Гольдап, а с 30 ноября вновь выведена в резерв. С 13 января 1945 года она в составе 39-й армии 3-го Белорусского фронта принимала участие в Восточно-Прусской, Инстербургско-Кенигсбергской наступательных операциях, в ходе которых её части прошли с боями от Пилькаллена до подступов к Кенигсбергу и овладели свыше 250 нас. пунктами, в том числе городами Пилькаллен, Нойхаузен, Тиргартен. За образцовое выполнение заданий командования в боях, за прорыв обороны немцев в Восточной Пруссии дивизия была награждена орденом Суворова 2-й ст. (19.2.1945). В первой половине февраля 1945 года части дивизии занимали оборону на подступах к Кенигсбергу, затем в составе 1-го Прибалтийского фронта вели наступательные и оборонительные бои на Земландском полуострове, участвовали в ликвидации кенигсбергской и земландской группировок противника.
26 февраля полковник Потехин был допущен к временному командованию 338-й стрелковой Неманской дивизии. Участвовал с ней в Кенигсбергской наступательной операции и овладении городом и крепостью Кенигсберг. За штурм Кенигсберга и взятии города Фишгаузен он был награждён орденом Кутузова 2-й ст. Однако 30 апреля 1945 года он был отстранен от исполнения должности и назначен заместителем командира 124-й стрелковой Мгинской Краснознаменной ордена Суворова 2-й ст. дивизии.

#### Советско-японская война
В конце мая 1945 года дивизия в составе 39-й армии убыла в Монголию (г. Чойбалсан), где по прибытии вошла в состав Забайкальского фронта. С 9 августа по 3 сентября она участвовала в Маньчжурской, Хингано-Мукденской наступательной операциях, в боях на солунь-таонаньском направлении. Её части прорвали Халун-Аршанский укрепленный район японцев, с боями преодолели горный хребет Большой Хинган и, пройдя по бездорожью до 1200 км, овладели городами Халун-Аршан, Чаньчунь. Приказом ВГК от 20 сентября 1945 года дивизии было присвоено наименование «Хинганская». Входе наступления полковник Потехин успешно руководил подвижным отрядом дивизии, затем 94-го стрелкового корпуса, за что был награждён орденом Отечественной войны 2-й ст.

#### Послевоенное время
После войны с ноября 1945 года он исполнял должность заместитель командира 210-й стрелковой Хинганской дивизии в составе Заб.-АмурВО. С апреля 1946 года был начальником отдела боевой и физической подготовки 36-й армии. В ноябре назначен заместителем командира 770-го стрелкового полка 209-й стрелковой дивизии ЗабВО. В мае 1947 года переведен на должность заместителя начальника отдела редакции журнала «Военный вестник». С августа исполнял должность старшего научного сотрудника отдела «Военное обучение и воинское воспитание». С октября 1947 по декабрь 1948 года проходил подготовку на курсах усовершенствования командиров стрелковых дивизий при Военной академии им. М. В. Фрунзе, затем в феврале 1949 года направлен преподавателем тактики Военно-транспортной академии им. Л. М. Кагановича. С июля 1950 года — преподаватель военной кафедры Ленинградского лесотехнического института. 28 ноября 1953 года полковник Потехин уволен в запас.
Жил в Ленинграде, автор мемуаров о войне, сотрудничал с газетой «На страже Родины», был внештатным корреспондентом газеты «Вечерний Ленинград», являлся членом Союза журналистов СССР.

## Награды
СССР
- орден Ленина (20.04.1953)[4][5]
- три ордена Красного Знамени (10.02.1943[6], 02.03.1945[7], 24.06.1948[5])
- орден Кутузова II степени (19.04.1945)[8]
- два ордена Отечественной войны I степени (06.03.1944[9], 06.11.1985[10])
- орден Отечественной войны II степени (05.10.1945)[11]
- орден Красной Звезды (03.11.1944)[5]
  - медали в том числе:
  - «За оборону Ленинграда»
  - «За оборону Советского Заполярья»
  - «За Победу над Германией в Великой Отечественной войне 1941—1945 гг.» (1945)
  - «За победу над Японией» (1945)
  - «За взятие Кёнигсберга» (1945)
  - «Ветеран Вооружённых Сил СССР» (1976)
- знак «50 лет пребывания в КПСС»

Других государств
- медаль «За Победу над Японией» (МНР)